# Acachmena oenocrossa
Acachmena oenocrossa är en fjärilsart som beskrevs av Turner 1908. Acachmena oenocrossa ingår i släktet Acachmena och familjen trågspinnare. Inga underarter finns listade i Catalogue of Life.